# Avernassetombe

De Avernassetombe of de Tom van Montenaken of Tumulus de Cortis is een Gallo-Romeinse tumulus (tomme of grafheuvel) ten zuiden van Montenaken, in de Belgisch-Limburgse gemeente Gingelom. De tumulus maakt deel uit van een groep van 6 tomben binnen een straal van 1,5 kilometer rond Montenaken en dateert uit de tweede eeuw na Christus. De grafheuvel is gelegen op het Tommeveld in een veld direct ten noorden van de snelweg E40 tussen Luik en Brussel.
De Avernassetombe heeft een doorsnede van 23 meter en een hoogte van 7,8 meter.
De Avernassetom krijgt evenals een aantal andere tumuli aandacht als ecologische schatkamer. Doordat de aarde van de tumuli nooit bemest of bewerkt werd, zijn er nog zaden van zeldzame planten aanwezig. 
Doordat de verwilderde bosjes die de tumuli hadden ingenomen verwijderd werden, zijn die weer te herkennen als kunstmatige heuvels en zijn er zeldzame veldbloemen als kleine bevernel en schermhavikskruid te vinden.
In 1979 werd de Avernassetombe beschermd als monument.